# Zudáñez
Zudáñez è un comune (municipio in spagnolo) della Bolivia nella provincia di Jaime Zudáñez (dipartimento di Chuquisaca) con 11.828 abitanti (dato 2012).

## Cantoni
Il comune è formato dall'unico cantone omonimo suddiviso in 29 subcantoni.